# Gongropteryx anthracina
Gongropteryx anthracina là một loài bướm đêm trong họ Geometridae.